# Zygmunt Choreń

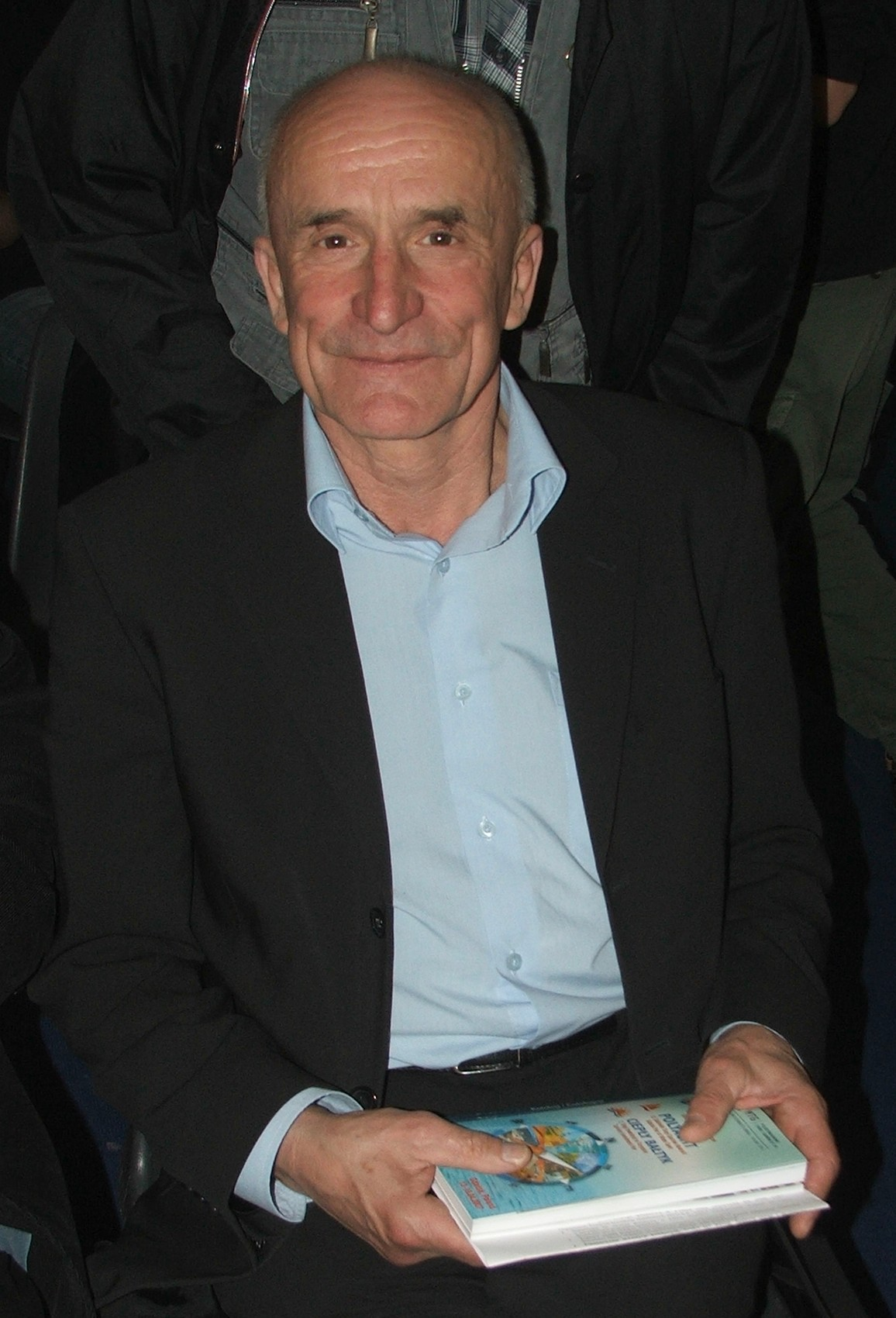
Zygmunt Choreń im Jahr 2007

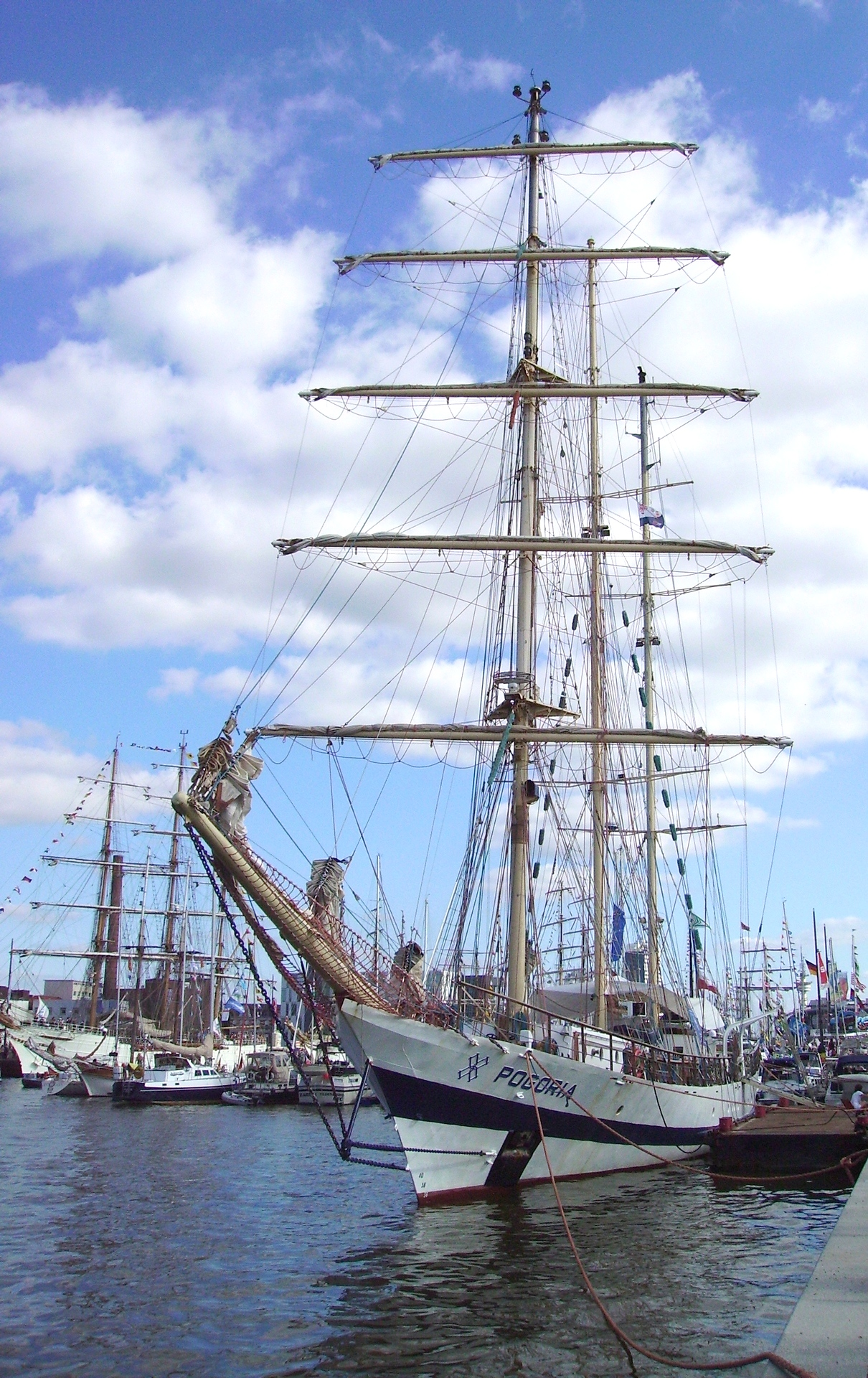
Choreń-Entwurf Pogoria

Zygmunt Choreń (* 1941) ist ein polnischer Schiffbauingenieur sowie Unternehmer. Herausragende Bedeutung kommt Choreń durch die außergewöhnlich große Anzahl von durch ihn neu entworfene Segelschiffe sowie bedeutende Segelschiffsumbauten zu.

## Einzelheiten
Choreń studierte Schiffbau an der Technischen Universität Danzig (1965–1968) und an der Staatlichen Technischen Marineuniversität Leningrad (SMTU). Nach dem Abschluss seiner Studien in Danzig und Leningrad arbeitete seit 1978 bei der Leninwerft Danzig an der Entwicklung und dem Bau einer Reihe von Großseglern.
1992 gründete er in Danzig sein eigenes Unternehmen für Schiffsentwürfe und Beratung, Choreń Design & Consulting. Dort werden neben Segelschiffsentwürfen auch Frachtschiffe aller Art sowie Spezialschiffe oder Umbauten geplant.

## Liste von Choreń-Entwürfen und Umbauten (Auswahl)
- 1980 – Pogoria
- 1982 – Dar Młodzieży
- 1982 – Iskra
- 1984 – Kaliakra
- 1985 – Oceania
- 1987 – Druzhba
- 1987 – Mir
- 1988 – Alexander von Humboldt
- 1989 – Khersones
- 1989 – Pallada
- 1991 – Nadezhda
- 1991 – Fryderyk Chopin
- 1991 – Kaisei
- 1995 – Estelle
- 2000 – Royal Clipper
- 2002 – Mephisto
- 2008 – Mały Książę